# Tour de France 2023
Cet article concerne le Tour de France cycliste masculin 2023. Pour le Tour de France cycliste féminin 2023, voir Tour de France Femmes 2023.
Le Tour de France 2023 est la 110e édition du Tour de France cycliste et se déroule du 1er au 23 juillet.
Ce Tour est remporté pour la seconde fois consécutive par le Danois Jonas Vingegaard (Jumbo-Visma) qui a pris le maillot jaune lors de la 6e étape. Comme en 2022, il précède le Slovène Tadej Pogačar (UAE Team Emirates), qui termine deuxième de cette édition à 7 min 29 s. Le Britannique Adam Yates, équipier de Pogačar, complète le podium en terminant à 10 min 56 s. L'Italien Giulio Ciccone (Lidl-Trek) remporte le maillot à pois du classement de la montagne tandis que Tadej Pogačar (UAE Team Emirates) remporte le maillot blanc de meilleur jeune pour la quatrième année de suite.
Le Belge Jasper Philipsen (Alpecin-Deceuninck), vainqueur de quatre étapes, remporte le maillot vert du classement par points alors que le prix de super-combatif du Tour est attribué au Belge Victor Campenaerts (Lotto Dstny). L'équipe Jumbo-Visma de Vingegaard gagne le classement par équipes.

## Parcours

### Généralités
Le Tour de France 2023 s'élance de Bilbao pour rester trois jours au Pays basque espagnol. Il effectue son entrée en France par Hendaye, avec une arrivée à Bayonne. Cette édition est marquée par le retour de l'ascension du Puy de Dôme, trente-cinq ans après sa dernière visite, en 1988. Sauf les trois dernières étapes, le Tour se déroule dans la moitié sud de l'hexagone. Le tracé ressemble à une transversale du sud-ouest au nord-est plutôt qu'à une boucle faisant le tour de la France.
Jamais depuis l'introduction des contre-la-montre individuels en 1934, un parcours du Tour de France n'a compté aussi peu de kilomètres en l’exercice, avec 22,4 km entre Passy et Combloux.
Cette édition 2023 du Tour de France fait la part belle à la montagne avec 30 ascensions classées en 2e catégorie ou plus. Les cinq massifs montagneux français sont visités, dans cet ordre : les Pyrénées, le Massif central, le Jura, les Alpes et les Vosges,. La côte de Vivero (étape 1, Pays Basque), le col de la Croix-Rosier (étape 12, Rhône) et le col du Feu (étape 14, Haute-Savoie) sont inédits.

### Grand départ au Pays basque
Les deux premiers jours et la première partie de la 3e étape se déroulent dans la région espagnole du Pays basque. La 1re étape effectue une boucle autour de Bilbao et se termine devant le Musée Guggenheim, l'itinéraire longe d'abord les côtes du Golfe de Gascogne avant de revenir vers la capitale économique basque avec un final accidenté (dont la côte de Vivero et celle de Pike, le sommet de cette dernière est située à 9 600 mètres de l'arrivée). La 2e étape relie Vitoria-Gasteiz, capitale administrative basque, à Saint-Sébastien, capitale touristique basque ; elle comprend un final accidenté, qui n'est autre qu'une partie du parcours de la classique de Saint-Sébastien dont sa principale difficulté, le Jaizkibel, dont le sommet est situé à 16 500 mètres de l'arrivée. La 3e étape commence dans la municipalité espagnole d'Amorebieta-Etxano, longe la côte atlantique, quitte l'Espagne par Irun et entre dans la partie française du Pays basque par Hendaye, vers une arrivée pour les sprinteurs à Bayonne.

### Première semaine: des Landes au puy de Dôme

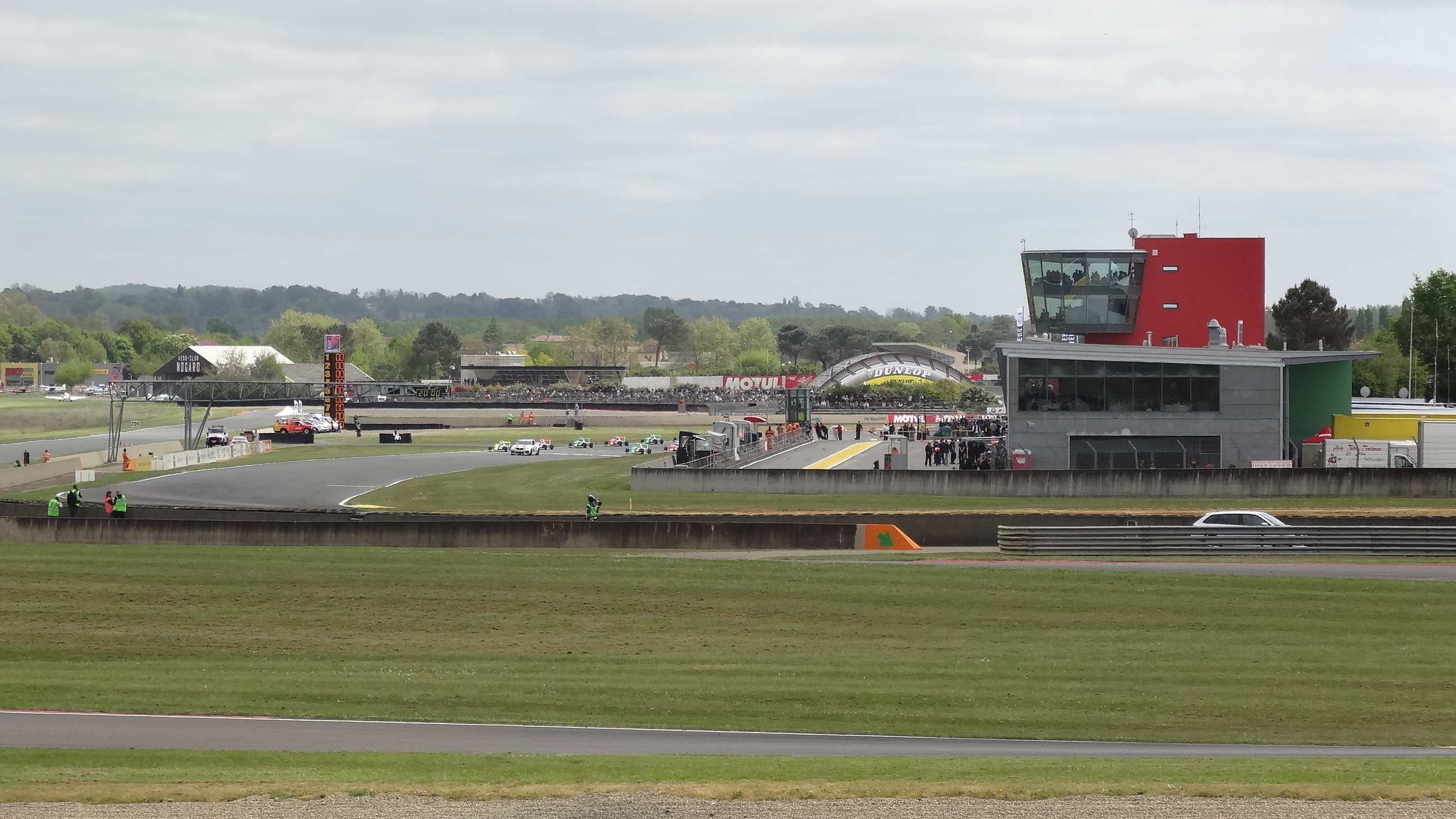
Le circuit Paul Armagnac à Nogaro, site d'arrivée original de la 4e étape.

La 4e étape mène de Dax à Nogaro, où l'arrivée prend place sur le circuit Paul Armagnac. Le parcours passe deux journées dans les Pyrénées. La 5e étape relie Pau à Laruns, par le col du Soudet (1540 m) et le col de Marie-Blanque (1035 m). La 6e étape se déroule entre Tarbes et Cauterets-Cambasque, pour la première arrivée en altitude à 1 355 mètres d'altitude, par le col d'Aspin (1 493 m) et le col du Tourmalet (2 115 m), où est décerné le souvenir Jacques Goddet. La 7e étape quitte le terrain accidenté pour rejoindre Bordeaux depuis Mont-de-Marsan. La 8e étape mène de Libourne à Limoges, avec un final vallonné. La première semaine de course se termine par la 9e étape, marquée par le grand retour du Puy de Dôme (1 415 m), dont la dernière ascension remonte à 1988. Cette longue absence s'explique par la réduction de la largeur de la chaussée avec la réalisation du panoramique des Dômes et l'inscription de la chaîne des Puys au patrimoine naturel mondial de l'UNESCO.

### Deuxième semaine: de Vulcania aux Alpes
À l'ombre du Puy de Dôme, la deuxième semaine commence après la première journée de repos. De Vulcania, l'itinéraire de la 10e étape guide les coureurs sur un parcours vallonné à travers le Massif central jusqu'à Issoire. Le lendemain, la 11e étape relie Clermont-Ferrand à Moulins sur des routes relativement plates. La 12e étape traverse le vignoble du Beaujolais avant que l'étape vallonnée ne se termine à Belleville-en-Beaujolais. La troisième arrivée au sommet est atteinte dans le cadre de la 13e étape sur le col du Grand Colombier (1 501 m) dans le Massif du Jura. La montée de 17,4 km part de Culoz et présente une pente moyenne de plus de 7 %. La 14e étape passe du Jura aux Alpes, traversant le col de la Ramaz (1 619 m) et le col de Joux Plane (1 712 m) avant de conclure l'étape à Morzine. La dernière véritable arrivée au sommet se passe un jour plus tard à Saint-Gervais-les-Bains (Le Bettex) à 1 372 m d'altitude en conclusion de la 15e étape.

### Troisième semaine: des Alpes à Paris
La troisième et dernière semaine commence après le deuxième jour de repos avec le seul contre-la-montre individuel du tour. L'itinéraire de 22 km de Passy à Combloux de cette 16e étape comprend deux ascensions. Le lendemain, la 17e étape peut être qualifiée d'étape reine de ce Tour. Celui-ci part de Saint-Gervais-les-Bains via les ascensions du Col des Saisies (1 650 m), du Cormet de Roselend (1 967 m) et de la côte de Longefoy (1 174 m), avant de grimper le col de la Loze (2 304 m) où le point culminant de la 110e édition est atteint. Après le souvenir Henri Desgrange situé au sommet de la montée de 28,4 km, une courte descente mène à Courchevel, où l'arrivée se situe à l'Altiport. Avec la 18e étape, le Tour de France quitte les Alpes en menant les coureurs de Moûtiers à Bourg-en-Bresse sur des routes plates. La 19e étape entre Moirans-en-Montagne et Poligny ne présente pas non plus de difficultés majeures. La 20e étape, qui franchit plusieurs cols du Massif des Vosges, offre la dernière chance dans la lutte pour le maillot jaune. Le final de l'étape grimpe le Petit Ballon (1 163 m) et le col du Platzerwasel (1 193 m) avant de rejoindre l'arrivée au bout d'un court plateau au Markstein. La 21e étape finale mène traditionnellement à Paris, où le Tour de France se termine sur l'avenue des Champs Élysées.

## Équipes
| WorldTeams (18)- AG2R Citroën Team - Alpecin-Deceuninck - Arkéa-Samsic - Astana Qazaqstan Team - Bahrain Victorious - Bora-Hansgrohe - Team Jayco AlUla - Cofidis - Team DSM-Firmenich - EF Education-EasyPost - Groupama-FDJ - Ineos Grenadiers - Intermarché-Circus-Wanty - Jumbo-Visma - Movistar Team - Soudal Quick-Step - Lidl-Trek - UAE Team Emirates ProTeams (4)- Israel-Premier Tech - Lotto Dstny - TotalEnergies - Uno-X Pro Cycling Team |
| |

### Liste des participants
Chaque équipe est composée de huit coureurs, ce qui donne un total de 176 cyclistes sur la liste de départ. Sur ce nombre, 36 participent à leur premier Tour de France. Les coureurs viennent de 27 pays différents. Six pays comptent au moins 10 coureurs dans la course : la France (32), la Belgique (21), l'Espagne (14), les Pays-Bas (14), l'Australie (12) et le Danemark (11). L'âge moyen des coureurs en course est de 29 ans et 264 jours, allant de 22 ans et 54 jours pour Quinn Simmons (Lidl-Trek) à 39 ans et 344 jours pour Dries Devenyns (Soudal Quickstep). Si le Belge va jusqu'à Paris, il aura alors 40 ans et 1 jour. L'équipe Uno-X a la moyenne d'âge la plus jeune (27 ans et 91 jours), tandis que l'équipe Soudal Quickstep a la moyenne d'âge la plus élevée (32 ans et 127 jours).
Sur la liste de départ, on compte six vainqueurs de grands tours : Egan Bernal (Tour de France 2019, Tour d'Italie 2021), Tadej Pogačar (Tour de France 2020 et 2021), Jai Hindley (Tour d'Italie 2022), Simon Yates (Tour d'Espagne 2018), Richard Carapaz (Tour d'Italie 2019) et Jonas Vingegaard (Tour de France 2022).
On compte également plusieurs anciens vainqueurs d'étapes : Mark Cavendish est celui qui en compte le plus avec 34 victoires entre 2008 et 2021. Il devance Peter Sagan qui a remporté 12 étapes entre 2012 et 2019.
En hommage à Gino Mäder, décédé le lendemain d'une chute à grande vitesse dans la descente de l'Albula sur la 5e étape du Tour de Suisse 2023, son équipe, la Bahrain Victorious décide de ne pas attribuer le dossard 61, habituellement réservé au leader de l'équipe. Par superstition, l'équipe UAE Emirates a demandé et obtenu que le dossard 13 ne soit pas attribué.

## Favoris et principaux participants

### Pour le classement général
L'édition 2023 du Tour s'annonce comme un duel prometteur entre les deux derniers vainqueurs de la Grand Boucle : le Danois tenant du titre Jonas Vingegaard et le Slovène Tadej Pogačar, deuxième en 2022 et vainqueur les deux années précédentes. Ces deux coureurs ont connu chacun une première partie de saison de haut niveau avec notamment des victoires aisées pour Vingegaard au Gran Camiño, au Tour du Pays basque et, plus récemment au Critérium du Dauphiné qu'il a largement dominé. La seule ombre au tableau pour le Danois est la confrontation perdue face à Pogačar lors de Paris-Nice au mois de mars. Tadej Pogačar, numéro 1 UCI, a aussi survolé le cyclisme mondial en remportant notamment le Tour d'Andalousie, Paris-Nice, le Tour des Flandres, l'Amstel Gold Race et la Flèche wallonne. Mais cette suite de succès s'est arrêtée nette le 23 avril sur les routes de Liège-Bastogne-Liège où il se fracture le poignet et ne participe plus à aucune compétition officielle jusqu'aux championnats de Slovénie une semaine avant le départ du Tour. Ces deux coureurs disposent aussi d'une équipe solide : l'équipe Jumbo-Visma avec Wout van Aert, Sepp Kuss, Christophe Laporte, Dylan van Baarle et Wilco Kelderman pour Vingegaard et l'équipe UAE Emirates avec son lieutenant Adam Yates, par ailleurs vainqueur du Tour de Romandie ainsi que Matteo Trentin et Rafał Majka pour Pogačar.
Derrière ces deux grandissimes favoris, plusieurs noms sont cités pour la victoire ou pour une place d'honneur : le Danois Mattias Skjelmose Jensen (Lidl Trek), surprenant vainqueur du Tour de Suisse 2023 devant Ayuso et Evenepoel, son coéquipier italien Giulio Ciccone, les Espagnols Enric Mas (Movistar), Mikel Landa et Pello Bilbao (Bahrain Victorious), le Colombien Egan Bernal (Ineos Grenadiers), vainqueur du Tour de France 2019, de retour en forme sur le Tour de Romandie après son accident grave de janvier 2022, les Australiens Ben O'Connor (AG2R Citroën), 3e du Dauphiné et Jai Hindley, vainqueur du Tour d'Italie 2022 et 4e du Dauphiné ainsi que les Français Romain Bardet (DSM), Thibaut Pinot, pour sa dernière Grande Boucle, Valentin Madouas (Groupama FDJ), nouveau champion de France, et son coéquipier David Gaudu, 4e de la dernière édition, malgré des résultats récents assez décevants,.

### Pour le classement par points
Le Tour de France 2023 réserve quatre étapes aux sprinteurs, moitié moins qu'en 2019. Même si sur le Tour de France une étape dite "plate" ne résulte pas en un sprint massif, 79 % d'entre elles depuis 2011 se soldèrent par un sprint en large comité. Le Belge de la formation Alpecin Deceuninck Jasper Philipsen, vainqueur du sprint des Champs-Élysées en 2022 s'avance comme favori logique, auréolé de six victoires en 2023 dont la moitié en World Tour, toutes sur des sprints massifs.

### Pour le classement du meilleur grimpeur
Les quatre arrivées en altitude, plus celles de la Loze et du Markstein, où les points seront doublés au dernier sommet, devraient encore favoriser les candidats au général. Jonas Vingegaard et Tadej Pogačar sont, presque malgré eux, les grands favoris de ce classement. Parmi les autres candidats, on compte notamment Thibaut Pinot, vainqueur du classement de la montagne du Tour d'Italie 2023, Giulio Ciccone, vainqueur du classement de la montagne du Tour d'Italie 2019, ou encore Richard Carapaz, vainqueur du Tour d'Italie 2019 et vainqueur du classement de la montagne du Tour d'Espagne 2022.

### Pour le classement du meilleur jeune
Favori pour le classement général (avec Jonas Vingegaard), Tadej Pogačar l'est logiquement aussi pour gagner une quatrième année consécutive le classement du meilleur jeune du Tour de France.

## Barème des classements

### Classement général
Le classement général individuel au temps s'établit par l'addition des temps réalisés par chaque coureur dans les 21 étapes compte tenu des pénalités et des bonifications en temps (10, 6 et 4 secondes pour les trois premiers de chaque étape en ligne et 8, 5 et 2 secondes pour chaque point bonus).
En cas d'égalité de temps au classement général, les centièmes de seconde enregistrés par les chronométreurs lors du contre-la-montre « individuel » sont réincorporés dans le temps total pour départager les coureurs. En cas de nouvelle égalité, il est fait appel à l'addition des places obtenues à chaque étape et, en dernier ressort, à la place obtenue dans la dernière étape disputée.

#### Bonifications
Des bonifications sont attribuées dans toutes les arrivées des étapes en ligne, et donc à l'exception des étapes de contre-la-montre individuel. Elles sont de 10, 6 et 4 secondes aux trois premiers coureurs classés.
Des bonifications appelées Points Bonus sont attribuées au passage de cols ou au sommet de côtes situés à des endroits clés du parcours. Il y a au total 5 Points Bonus répartis dans les 2e, 5e, 12e, 14e et 17e étapes. Ces bonifications sont de 8, 5 et 2 secondes aux trois premiers coureurs classés.

#### Règle des trois kilomètres
La règle des « trois kilomètres », qui permet à un coureur victime d'un incident mécanique ou d'une chute dans les trois derniers kilomètres d'une étape d'être crédité du temps du groupe auquel il appartenait, ne s'applique pas pour la 16e étape (contre-la-montre individuel) et pour les arrivées des 6e, 9e, 13e, 15e et 17e étapes.

### Classements annexes

#### Classement par points
Le classement par points est établi en fonction du barème suivant :
- arrivée des étapes de plaine : 50, 30, 20, 18, 16, 14, 12, 10, 8, 7, 6, 5, 4, 3, 2 jusqu'au 15e coureur classé ;
- arrivée des étapes de moyenne montagne : 30, 25, 22, 19, 17, 15, 13, 11, 9, 7, 6, 5, 4, 3, 2 jusqu'au 15e coureur classé ;
- arrivée des étapes de montagne et les contre-la-montre individuel : 20, 17, 15, 13, 11, 10, 9, 8, 7, 6, 5, 4, 3, 2, 1 jusqu'au 15e coureur classé ;
- sprints intermédiaires : 20, 17, 15, 13, 11, 10, 9, 8, 7, 6, 5, 4, 3, 2, 1 jusqu'au 15e coureur classé.

En cas d'égalité, les coureurs sont départagés par leur nombre de victoires d'étapes puis par le nombre de victoires dans les sprints intermédiaires et enfin par le classement général individuel au temps. Pour figurer au classement général individuel par points, les lauréats doivent obligatoirement terminer le Tour de France.
Dans le cas où un coureur arrivé hors délais est repêché par le Collège des commissaires, il perd automatiquement l’ensemble des points acquis.

#### Classement de la montagne
Le classement de la montagne est établi en fonction du barème suivant :
- Côtes hors catégorie : 20, 15, 12, 10, 8, 6, 4 et 2 points pour les huit premiers coureurs classés ;
- Côtes de 1re catégorie : 10, 8, 6, 4, 2 et 1 point pour les six premiers coureurs classés ;
- Côtes de 2e catégorie : 5, 3, 2 et 1 point pour les quatre premiers coureurs classés ;
- Côtes de 3e catégorie : 2 et 1 point pour les deux premiers coureurs classés ;
- Côtes de 4e catégorie : 1 point pour le premier coureur classé.

En cas d'égalité, le coureur ayant obtenu le plus grand nombre de places de premier au sommet des côtes hors catégorie sera déclaré vainqueur. Puis idem pour les côtes des 1re, 2e, 3e et 4e catégorie, puis en cas d'égalité absolue le au classement général final au temps. Pour figurer au classement général du meilleur grimpeur, les lauréats doivent obligatoirement terminer le Tour de France.
Dans le cas où un coureur arrivé hors délais est repêché par le Collège des commissaires, il perd automatiquement l’ensemble de ses points acquis.

#### Classement des jeunes
Le classement des jeunes est réservé aux coureurs nés depuis le 1er janvier 1998. Le premier d'entre eux au classement général individuel au temps est le leader journalier des jeunes. À l'issue de la dernière étape, il est déclaré vainqueur du classement des jeunes.

#### Classement par équipes
Le classement général par équipes de chaque étape s'établit par l'addition des trois meilleurs temps individuels de chaque équipe. Le classement général est réalisé avec la somme des temps de chaque équipe dans chaque étape. Dans les classements d'étape, en cas d'ex æquo, les équipes réalisant le même temps sont départagées par l'addition des places obtenues par leurs trois meilleurs coureurs au classement de cette étape. En cas de nouvelle égalité, les équipes sont départagées par la place de leur meilleur coureur au classement de l'étape.
Au classement général, en cas d'ex æquo, les équipes sont départagées par leur nombre de victoires d'étapes par équipe, puis par leur nombre de places de deuxième, et ainsi de suite jusqu'à ce qu'un nombre de places obtenues par l'une ou l'autre permette d'établir leur classement définitif. S'il y a toujours égalité, les équipes sont départagées par la place de leur meilleur coureur au classement général individuel. Toute formation réduite à moins de 3 coureurs est éliminée du classement général par équipes.

#### Prix de la combativité
Le prix de la combativité récompense le coureur le plus généreux dans l'effort et manifestant le meilleur esprit sportif. Ce prix, attribué dans les étapes en ligne à l'exception de la dernière étape, est décerné par un jury présidé par le directeur de l'épreuve :
- le plus combatif de l'étape porte dans l'étape suivante des dossards de couleur grise ;
- un super-combatif est désigné par les membres du jury à la fin du Tour de France.

### Récompenses
Au total, 2 308 200 € sont distribués lors de ce Tour. Le vainqueur du classement général final remporte 500 000 €, une prime étant versée jusqu'au dernier coureur classé (1 000 €).
| Classement général | Pour les classements généraux | Pour les classements généraux | Pour les classements généraux | Pour les classements généraux | Pour les classements généraux | Pour les classements généraux | Classement d'étape | Pour les classements d'étape | Pour les classements d'étape | Pour les classements d'étape | Pour les classements d'étape | Pour les classements d'étape | Pour les classements d'étape | Pour les classements d'étape | Pour les classements d'étape | Pour les classements d'étape | Pour les classements d'étape |
| Classement général | Maillot jaune                 | Maillot vert                  | Maillot à pois                | Maillot blanc                 | dossard jaune                 | dossard doré                  | Classement d'étape | Ligne d'arrivée              | Sprint intermédiaire         | Côte                         | Côte                         | Côte                         | Côte                         | Côte                         | Meilleur jeune               | Combatif                     | Meilleure équipe             |
| Classement général | Général                       | Points                        | Grimpeur                      | Jeune                         | Par équipes                   | Super-combatif                | Classement d'étape | Ligne d'arrivée              | Sprint intermédiaire         | HC                           | 1re                          | 2e                           | 3e                           | 4e                           | Meilleur jeune               | Combatif                     | Meilleure équipe             |
| ------------------ | ----------------------------- | ----------------------------- | ----------------------------- | ----------------------------- | ----------------------------- | ----------------------------- | ------------------ | ---------------------------- | ---------------------------- | ---------------------------- | ---------------------------- | ---------------------------- | ---------------------------- | ---------------------------- | ---------------------------- | ---------------------------- | ---------------------------- |
| 1er                | 500 000 €                     | 25 000 €                      | 25 000 €                      | 20 000 €                      | 50 000 €                      | 20 000 €                      | 1er                | 11 000 €                     | 1 500 €                      | 800 €                        | 650 €                        | 500 €                        | 300 €                        | 200 €                        | 500 €                        | 2 000 €                      | 2 800 €                      |
| 2e                 | 200 000 €                     | 15 000 €                      | 15 000 €                      | 15 000 €                      | 30 000 €                      | –                             | 2e                 | 5 500 €                      | 1 000 €                      | 450 €                        | 400 €                        | 250 €                        | –                            | –                            | –                            | –                            | –                            |
| 3e                 | 100 000 €                     | 10 000 €                      | 10 000 €                      | 10 000 €                      | 20 000 €                      | –                             | 3e                 | 2 800 €                      | 500 €                        | 300 €                        | 150 €                        | –                            | –                            | –                            | –                            | –                            | –                            |
| 4e                 | 70 000 €                      | 4 000 €                       | 4 000 €                       | 5 000 €                       | 12 000 €                      | –                             | 4e                 | 1 500 €                      | –                            | –                            | –                            | –                            | –                            | –                            | –                            | –                            | –                            |
| 5e                 | 50 000 €                      | 3 500 €                       | 3 500 €                       | –                             | 8 000 €                       | –                             | 5e                 | 830 €                        | –                            | –                            | –                            | –                            | –                            | –                            | –                            | –                            | –                            |
| 6e                 | 23 000 €                      | 3 000 €                       | 3 000 €                       | –                             | –                             | –                             | 6e                 | 780 €                        | –                            | –                            | –                            | –                            | –                            | –                            | –                            | –                            | –                            |
| 7e                 | 11 500 €                      | 2 500 €                       | 2 500 €                       | –                             | –                             | –                             | 7e                 | 730 €                        | –                            | –                            | –                            | –                            | –                            | –                            | –                            | –                            | –                            |
| 8e                 | 7 600 €                       | 2 000 €                       | 2 000 €                       | –                             | –                             | –                             | 8e                 | 670 €                        | –                            | –                            | –                            | –                            | –                            | –                            | –                            | –                            | –                            |
| 9e                 | 4 500 €                       | –                             | –                             | –                             | –                             | –                             | 9e                 | 650 €                        | –                            | –                            | –                            | –                            | –                            | –                            | –                            | –                            | –                            |
| 10e                | 3 800 €                       | –                             | –                             | –                             | –                             | –                             | 10e                | 600 €                        | –                            | –                            | –                            | –                            | –                            | –                            | –                            | –                            | –                            |
| 11e                | 3 000 €                       | –                             | –                             | –                             | –                             | –                             | 11e                | 540 €                        | –                            | –                            | –                            | –                            | –                            | –                            | –                            | –                            | –                            |
| 12e                | 2 700 €                       | –                             | –                             | –                             | –                             | –                             | 12e                | 470 €                        | –                            | –                            | –                            | –                            | –                            | –                            | –                            | –                            | –                            |
| 13e                | 2 500 €                       | –                             | –                             | –                             | –                             | –                             | 13e                | 440 €                        | –                            | –                            | –                            | –                            | –                            | –                            | –                            | –                            | –                            |
| 14e                | 2 100 €                       | –                             | –                             | –                             | –                             | –                             | 14e                | 340 €                        | –                            | –                            | –                            | –                            | –                            | –                            | –                            | –                            | –                            |
| 15e                | 2 000 €                       | –                             | –                             | –                             | –                             | –                             | 15e                | 300 €                        | –                            | –                            | –                            | –                            | –                            | –                            | –                            | –                            | –                            |
| 16e                | 1 500 €                       | –                             | –                             | –                             | –                             | –                             | 16e                | 300 €                        | –                            | –                            | –                            | –                            | –                            | –                            | –                            | –                            | –                            |
| 17e                | 1 300 €                       | –                             | –                             | –                             | –                             | –                             | 17e                | 300 €                        | –                            | –                            | –                            | –                            | –                            | –                            | –                            | –                            | –                            |
| 18e                | 1 200 €                       | –                             | –                             | –                             | –                             | –                             | 18e                | 300 €                        | –                            | –                            | –                            | –                            | –                            | –                            | –                            | –                            | –                            |
| 19e                | 1 100 €                       | –                             | –                             | –                             | –                             | –                             | 19e                | 300 €                        | –                            | –                            | –                            | –                            | –                            | –                            | –                            | –                            | –                            |
| 20e au 160e        | 1 000 €                       | –                             | –                             | –                             | –                             | –                             | 20e                | 300 €                        | –                            | –                            | –                            | –                            | –                            | –                            | –                            | –                            | –                            |
| Par jour           | 500 €                         | 300 €                         | 300 €                         | 300 €                         | –                             | –                             |                    |                              |                              |                              |                              |                              |                              |                              |                              |                              |                              |

Un vainqueur d'étape remporte 11 000 €. Les prix des poursuivants sont dégressifs jusqu'au 20e coureur auquel sont attribués 300 €. Un prix est attribué aux trois premiers d'un sprint intermédiaire, qui a lieu une fois par étape. Des prix sont aussi attribués pour le passage d'une côte classée, pour le meilleur jeune de l'étape, pour le coureur le plus combatif d'une étape hors contre-la-montre, et pour la meilleure équipe de l'étape.
Deux prix spéciaux sont attribués : le premier coureur au col de la Loze remporte le souvenir Henri-Desgrange, doté de 5 000 €, et le coureur en tête au col du Tourmalet remporte le souvenir Jacques-Goddet, doté du même montant.

## Étapes
Les douze villes accueillant un départ ou une arrivée pour la première fois sont Bilbao et Amorebieta-Etxano (Pays basque espagnol), Nogaro (Gers), Saint-Ours-les-Roches sur le site de Vulcania (Puy-de-Dôme), Moulins (Allier), Belleville-en-Beaujolais (Rhône), Châtillon-sur-Chalaronne (Ain), Les Gets, Passy et Combloux (Haute-Savoie), Poligny (Jura), Fellering (Haut-Rhin).
| Étape     | Date             | Villes étapes                                                                      |                             | Distance (km)         | Vainqueur d’étape     | Leader du classement général |
| --------- | ---------------- | ---------------------------------------------------------------------------------- | --------------------------- | --------------------- | --------------------- | ---------------------------- |
| 1re étape | sam. 1er juillet | Bilbao (ESP) – Bilbao (ESP)                                                        | Étape accidentée            | 182                   | Adam Yates            | Adam Yates                   |
| 2e étape  | dim. 2 juillet   | Vitoria-Gasteiz (ESP) – Saint-Sébastien (ESP)                                      | Étape accidentée            | 209                   | Victor Lafay          | Adam Yates                   |
| 3e étape  | lun. 3 juillet   | Amorebieta-Etxano (ESP) – Bayonne                                                  | Étape de plaine             | 193,5                 | Jasper Philipsen      | Adam Yates                   |
| 4e étape  | mar. 4 juillet   | Dax – Nogaro                                                                       | Étape de plaine             | 182                   | Jasper Philipsen      | Adam Yates                   |
| 5e étape  | mer. 5 juillet   | Pau – Laruns                                                                       | Étape de montagne           | 163                   | Jai Hindley           | Jai Hindley                  |
| 6e étape  | jeu. 6 juillet   | Tarbes – Cauterets - Cambasque                                                     | Étape de montagne           | 145                   | Tadej Pogačar         | Jonas Vingegaard             |
| 7e étape  | ven. 7 juillet   | Mont-de-Marsan – Bordeaux                                                          | Étape de plaine             | 170                   | Jasper Philipsen      | Jonas Vingegaard             |
| 8e étape  | sam. 8 juillet   | Libourne – Limoges                                                                 | Étape accidentée            | 201                   | Mads Pedersen         | Jonas Vingegaard             |
| 9e étape  | dim. 9 juillet   | Saint-Léonard-de-Noblat – Puy de Dôme                                              | Étape de montagne           | 182,5                 | Michael Woods         | Jonas Vingegaard             |
|           | lun. 10 juillet  | Clermont-Ferrand                                                                   | Jour de repos               | Journée de repos no 1 | Journée de repos no 1 | Journée de repos no 1        |
| 10e étape | mar. 11 juillet  | Vulcania – Issoire                                                                 | Étape accidentée            | 167,5                 | Pello Bilbao          | Jonas Vingegaard             |
| 11e étape | mer. 12 juillet  | Clermont-Ferrand – Moulins                                                         | Étape de plaine             | 180                   | Jasper Philipsen      | Jonas Vingegaard             |
| 12e étape | jeu. 13 juillet  | Roanne – Belleville-en-Beaujolais                                                  | Étape accidentée            | 169                   | Ion Izagirre          | Jonas Vingegaard             |
| 13e étape | ven. 14 juillet  | Châtillon-sur-Chalaronne – Grand Colombier                                         | Étape de montagne           | 138                   | Michał Kwiatkowski    | Jonas Vingegaard             |
| 14e étape | sam. 15 juillet  | Annemasse – Morzine - Les Portes du Soleil                                         | Étape de montagne           | 152                   | Carlos Rodríguez      | Jonas Vingegaard             |
| 15e étape | dim. 16 juillet  | Les Gets - Les Portes du Soleil – Saint-Gervais-les-Bains - Mont-Blanc - Le Bettex | Étape de montagne           | 179                   | Wout Poels            | Jonas Vingegaard             |
|           | lun. 17 juillet  | Saint-Gervais - Mont-Blanc                                                         | Jour de repos               | Journée de repos no 2 | Journée de repos no 2 | Journée de repos no 2        |
| 16e étape | mar. 18 juillet  | Passy – Combloux                                                                   | Contre-la-montre individuel | 22,4                  | Jonas Vingegaard      | Jonas Vingegaard             |
| 17e étape | mer. 19 juillet  | Saint-Gervais - Mont-Blanc – Courchevel                                            | Étape de montagne           | 166                   | Felix Gall            | Jonas Vingegaard             |
| 18e étape | jeu. 20 juillet  | Moûtiers – Bourg-en-Bresse                                                         | Étape de plaine             | 185                   | Kasper Asgreen        | Jonas Vingegaard             |
| 19e étape | ven. 21 juillet  | Moirans-en-Montagne – Poligny                                                      | Étape accidentée            | 173                   | Matej Mohorič         | Jonas Vingegaard             |
| 20e étape | sam. 22 juillet  | Belfort – Le Markstein - Fellering                                                 | Étape de montagne           | 133,5                 | Tadej Pogačar         | Jonas Vingegaard             |
| 21e étape | dim. 23 juillet  | Saint-Quentin-en-Yvelines – Paris - Champs-Élysées                                 | Étape de plaine             | 115                   | Jordi Meeus           | Jonas Vingegaard             |

## Résumé de la course
L'édition 2023 du Tour de France est caractérisée par un duel entre les deux derniers vainqueurs de la Grande Boucle : Jonas Vingegaard et Tadej Pogačar. Ce duel s'est déroulé en cinq phases : 
- les quatre premières étapes ont permis à l'équipe UAE Emirates de Pogačar de porter le maillot jaune sur les épaules d'Adam Yates, vainqueur de la 1re étape devant son frère jumeau Simon. Les écarts entre les favoris restent toutefois très limités, Pogačar possédant 11 secondes d'avance sur Vingegaard au soir de la 4e étape,
- la 5e étape avec arrivée à Laruns est marquée par un premier avantage en faveur de Vingegaard qui reprend 1 min 4 s à Pogačar alors que le maillot jaune est endossé pour une journée par Jai Hindley,
- à partir de la 6e étape (où Pogačar gagne et Vingegaard s'empare du maillot jaune) jusqu'à la 15e étape, Pogačar réduit progressivement son retard sur le Danois pour ne plus concéder que 10 secondes sur celui-ci à la veille de la seconde journée de repos,
- le Tour se joue lors de la 16e étape disputée en contre-la-montre, en Haute-Savoie. Vingegaard renvoie Pogačar à 1 min 38 s. Le lendemain, le Slovène craque dans l'ascension du col de la Loze et accuse un retard de 5 min 45 s à l'arrivée et 7 min 35 s au classement général sur Vingegaard,
- pendant les quatre dernières étapes, Vingegaard se contente de contrôler Pogačar sans prendre d'initiative. Le Slovène prend une revanche symbolique en gagnant la 20e étape au Markstein.

Si les maillots blanc et vert n'ont jamais été mis en danger pour Tadej Pogačar et Jasper Philipsen (quatre victoires d'étape), le maillot à pois de meilleur grimpeur a été plus âprement disputé et Giulio Ciccone ne s'est assuré de sa possession définitive que la veille de l'arrivée à Paris.

## Classements

### Classement général final
| Classement général | Classement général   | Classement général | Classement général | Classement général |
|                    | Coureur              | Pays               | Équipe             | Temps              |
| ------------------ | -------------------- | ------------------ | ------------------ | ------------------ |
| 1er                | Jonas Vingegaard     | Danemark           | Jumbo-Visma        | en 82 h 5 min 42 s |
| 2e                 | Tadej Pogačar        | Slovénie           | UAE Team Emirates  | + 7 min 29 s       |
| 3e                 | Adam Yates           | Royaume-Uni        | UAE Team Emirates  | + 10 min 56 s      |
| 4e                 | Simon Yates          | Royaume-Uni        | Team Jayco AlUla   | + 12 min 23 s      |
| 5e                 | Carlos Rodríguez     | Espagne            | Ineos Grenadiers   | + 13 min 17 s      |
| 6e                 | Pello Bilbao         | Espagne            | Bahrain Victorious | + 13 min 27 s      |
| 7e                 | Jai Hindley          | Australie          | Bora-Hansgrohe     | + 14 min 44 s      |
| 8e                 | Felix Gall           | Autriche           | AG2R Citroën Team  | + 16 min 9 s       |
| 9e                 | David Gaudu          | France             | Groupama-FDJ       | + 23 min 8 s       |
| 10e                | Guillaume Martin     | France             | Cofidis            | + 26 min 30 s      |
| 11e                | Thibaut Pinot        | France             | Groupama-FDJ       | + 28 min 3 s       |
| 12e                | Sepp Kuss            | États-Unis         | Jumbo-Visma        | + 37 min 32 s      |
| 13e                | Tom Pidcock          | Royaume-Uni        | Ineos Grenadiers   | + 47 min 52 s      |
| 14e                | Rafał Majka          | Pologne            | UAE Team Emirates  | + 56 min 9 s       |
| 15e                | Jonathan Castroviejo | Espagne            | Ineos Grenadiers   | + 56 min 37 s      |
| 16e                | Chris Harper         | Australie          | Team Jayco AlUla   | + 57 min 29 s      |
| 17e                | Ben O'Connor         | Australie          | AG2R Citroën Team  | + 1 h 4 min 59 s   |
| 18e                | Wilco Kelderman      | Pays-Bas           | Jumbo-Visma        | + 1 h 6 min 46 s   |
| 19e                | Mikel Landa          | Espagne            | Bahrain Victorious | + 1 h 12 min 41 s  |
| 20e                | Valentin Madouas     | France             | Groupama-FDJ       | + 1 h 14 min 10 s  |
| 21e                | Emanuel Buchmann     | Allemagne          | Bora-Hansgrohe     | + 1 h 15 min 44 s  |
| 22e                | Warren Barguil       | France             | Arkéa-Samsic       | + 1 h 17 min 6 s   |
| 23e                | Felix Großschartner  | Autriche           | UAE Team Emirates  | + 1 h 45 min 21 s  |
| 24e                | Tiesj Benoot         | Belgique           | Jumbo-Visma        | + 1 h 46 min 55 s  |
| 25e                | Clément Berthet      | France             | AG2R Citroën Team  | + 1 h 50 min 19 s  |
| modifier           |                      |                    |                    |                    |

### Classements annexes finals

#### Classement par points
| Classement par points | Classement par points | Classement par points | Classement par points | Classement par points |
| --------------------- | --------------------- | --------------------- | --------------------- | --------------------- |
|                       | Coureur               | Pays                  | Équipe                | Point(s)              |
| 1er                   | Jasper Philipsen      | Belgique              | Alpecin-Deceuninck    | 377 points            |
| 2e                    | Mads Pedersen         | Danemark              | Lidl-Trek             | 258 pts               |
| 3e                    | Bryan Coquard         | France                | Cofidis               | 203 pts               |
| 4e                    | Tadej Pogačar         | Slovénie              | UAE Team Emirates     | 186 pts               |
| 5e                    | Jonas Vingegaard      | Danemark              | Jumbo-Visma           | 128 pts               |
| 6e                    | Kasper Asgreen        | Danemark              | Soudal Quick-Step     | 125 pts               |
| 7e                    | Jordi Meeus           | Belgique              | Bora-Hansgrohe        | 123 pts               |
| 8e                    | Matej Mohorič         | Slovénie              | Bahrain Victorious    | 106 pts               |
| 9e                    | Pello Bilbao          | Espagne               | Bahrain Victorious    | 103 pts               |
| 10e                   | Simon Yates           | Royaume-Uni           | Team Jayco AlUla      | 95 pts                |
| modifier              |                       |                       |                       |                       |

#### Classement du meilleur grimpeur
| Classement du meilleur grimpeur | Classement du meilleur grimpeur | Classement du meilleur grimpeur | Classement du meilleur grimpeur | Classement du meilleur grimpeur |
| ------------------------------- | ------------------------------- | ------------------------------- | ------------------------------- | ------------------------------- |
|                                 | Coureur                         | Pays                            | Équipe                          | Point(s)                        |
| 1er                             | Giulio Ciccone                  | Italie                          | Lidl-Trek                       | 106 points                      |
| 2e                              | Felix Gall                      | Autriche                        | AG2R Citroën Team               | 92 pts                          |
| 3e                              | Jonas Vingegaard                | Danemark                        | Jumbo-Visma                     | 89 pts                          |
| 4e                              | Neilson Powless                 | États-Unis                      | EF Education-EasyPost           | 58 pts                          |
| 5e                              | Tadej Pogačar                   | Slovénie                        | UAE Team Emirates               | 55 pts                          |
| 6e                              | Simon Yates                     | Royaume-Uni                     | Team Jayco AlUla                | 44 pts                          |
| 7e                              | Tobias Halland Johannessen      | Norvège                         | Uno-X Pro Cycling Team          | 38 pts                          |
| 8e                              | Jai Hindley                     | Australie                       | EF Education-EasyPost           | 31 pts                          |
| 9e                              | Michał Kwiatkowski              | Pologne                         | Ineos Grenadiers                | 30 pts                          |
| 10e                             | Mattias Skjelmose Jensen        | Danemark                        | Lidl-Trek                       | 29 pts                          |
| modifier                        |                                 |                                 |                                 |                                 |

#### Classement du meilleur jeune
| Classement général du meilleur jeune | Classement général du meilleur jeune | Classement général du meilleur jeune | Classement général du meilleur jeune | Classement général du meilleur jeune |
|                                      | Coureur                              | Pays                                 | Équipe                               | Temps                                |
| ------------------------------------ | ------------------------------------ | ------------------------------------ | ------------------------------------ | ------------------------------------ |
| 1er                                  | Tadej Pogačar                        | Slovénie                             | UAE Team Emirates                    | en 82 h 13 min 11 s                  |
| 2e                                   | Carlos Rodríguez                     | Espagne                              | Ineos Grenadiers                     | + 5 min 28 s                         |
| 3e                                   | Felix Gall                           | Autriche                             | AG2R Citroën Team                    | + 8 min 40 s                         |
| 4e                                   | Tom Pidcock                          | Royaume-Uni                          | Ineos Grenadiers                     | + 40 min 23 s                        |
| 5e                                   | Mattias Skjelmose Jensen             | Danemark                             | Lidl-Trek                            | + 2 h 7 min 58 s                     |
| 6e                                   | Tobias Halland Johannessen           | Norvège                              | Uno-X Pro Cycling Team               | + 2 h 8 min 4 s                      |
| 7e                                   | Mathieu Burgaudeau                   | France                               | TotalEnergies                        | + 2 h 13 min 44 s                    |
| 8e                                   | Clément Champoussin                  | France                               | Arkéa-Samsic                         | + 2 h 50 min 38 s                    |
| 9e                                   | Matthew Dinham                       | Australie                            | Team DSM-Firmenich                   | + 3 h 6 min 3 s                      |
| 10e                                  | Maxim Van Gils                       | Belgique                             | Lotto Dstny                          | + 3 h 10 min 20 s                    |
| modifier                             |                                      |                                      |                                      |                                      |

#### Classement par équipes
| Classement par équipes | Classement par équipes | Classement par équipes | Classement par équipes |
|                        | Équipe                 | Pays                   | Temps                  |
| ---------------------- | ---------------------- | ---------------------- | ---------------------- |
| 1re                    | Jumbo-Visma            | Pays-Bas               | en 247 h 19 min 41 s   |
| 2e                     | UAE Team Emirates      | Émirats arabes unis    | + 13 min 49 s          |
| 3e                     | Bahrain Victorious     | Bahreïn                | + 27 min 38 s          |
| 4e                     | Ineos Grenadiers       | Royaume-Uni            | + 28 min 37 s          |
| 5e                     | Groupama-FDJ           | France                 | + 57 min 20 s          |
| 6e                     | AG2R Citroën Team      | France                 | + 1 h 51 min 0 s       |
| 7e                     | Bora-Hansgrohe         | Allemagne              | + 2 h 5 min 8 s        |
| 8e                     | Team Jayco AlUla       | Australie              | + 3 h 21 min 33 s      |
| 9e                     | Israel-Premier Tech    | Israël                 | + 4 h 33 min 49 s      |
| 10e                    | Movistar Team          | Espagne                | + 4 h 37 min 33 s      |
| modifier               |                        |                        |                        |

#### Super combatif
- Victor Campenaerts  (Lotto Dstny)[18],[19]

### Évolution des classements
| Étape              | Vainqueur          | Classement général | Classement par points | Classement de la montagne | Classement du meilleur jeune | Classement par équipes | Prix de la combativité |
| ------------------ | ------------------ | ------------------ | --------------------- | ------------------------- | ---------------------------- | ---------------------- | ---------------------- |
| 1                  | Adam Yates         | Adam Yates         | Adam Yates            | Neilson Powless           | Tadej Pogačar                | Jumbo-Visma            | Adam Yates             |
| 2                  | Victor Lafay       | Adam Yates         | Victor Lafay          | Neilson Powless           | Tadej Pogačar                | Jumbo-Visma            | Neilson Powless        |
| 3                  | Jasper Philipsen   | Adam Yates         | Victor Lafay          | Neilson Powless           | Tadej Pogačar                | Jumbo-Visma            | Laurent Pichon         |
| 4                  | Jasper Philipsen   | Adam Yates         | Jasper Philipsen      | Neilson Powless           | Tadej Pogačar                | Jumbo-Visma            | Benoît Cosnefroy       |
| 5                  | Jai Hindley        | Jai Hindley        | Jasper Philipsen      | Felix Gall                | Tadej Pogačar                | Jumbo-Visma            | Wout van Aert          |
| 6                  | Tadej Pogačar      | Jonas Vingegaard   | Jasper Philipsen      | Neilson Powless           | Tadej Pogačar                | Jumbo-Visma            | Wout van Aert          |
| 7                  | Jasper Philipsen   | Jonas Vingegaard   | Jasper Philipsen      | Neilson Powless           | Tadej Pogačar                | Jumbo-Visma            | Simon Guglielmi        |
| 8                  | Mads Pedersen      | Jonas Vingegaard   | Jasper Philipsen      | Neilson Powless           | Tadej Pogačar                | Jumbo-Visma            | Anthony Turgis         |
| 9                  | Michael Woods      | Jonas Vingegaard   | Jasper Philipsen      | Neilson Powless           | Tadej Pogačar                | Bahrain Victorious     | Matteo Jorgenson       |
| 10                 | Pello Bilbao       | Jonas Vingegaard   | Jasper Philipsen      | Neilson Powless           | Tadej Pogačar                | Bahrain Victorious     | Krists Neilands        |
| 11                 | Jasper Philipsen   | Jonas Vingegaard   | Jasper Philipsen      | Neilson Powless           | Tadej Pogačar                | Bahrain Victorious     | Daniel Oss             |
| 12                 | Ion Izagirre       | Jonas Vingegaard   | Jasper Philipsen      | Neilson Powless           | Tadej Pogačar                | Bahrain Victorious     | Mathieu van der Poel   |
| 13                 | Michał Kwiatkowski | Jonas Vingegaard   | Jasper Philipsen      | Neilson Powless           | Tadej Pogačar                | Ineos Grenadiers       | Michał Kwiatkowski     |
| 14                 | Carlos Rodríguez   | Jonas Vingegaard   | Jasper Philipsen      | Jonas Vingegaard          | Tadej Pogačar                | Ineos Grenadiers       | Giulio Ciccone         |
| 15                 | Wout Poels         | Jonas Vingegaard   | Jasper Philipsen      | Giulio Ciccone            | Tadej Pogačar                | Jumbo-Visma            | Adrien Petit           |
| 16                 | Jonas Vingegaard   | Jonas Vingegaard   | Jasper Philipsen      | Giulio Ciccone            | Tadej Pogačar                | Jumbo-Visma            | Non décerné            |
| 17                 | Felix Gall         | Jonas Vingegaard   | Jasper Philipsen      | Giulio Ciccone            | Tadej Pogačar                | Jumbo-Visma            | Felix Gall             |
| 18                 | Kasper Asgreen     | Jonas Vingegaard   | Jasper Philipsen      | Giulio Ciccone            | Tadej Pogačar                | Jumbo-Visma            | Victor Campenaerts     |
| 19                 | Matej Mohorič      | Jonas Vingegaard   | Jasper Philipsen      | Giulio Ciccone            | Tadej Pogačar                | Jumbo-Visma            | Victor Campenaerts     |
| 20                 | Tadej Pogačar      | Jonas Vingegaard   | Jasper Philipsen      | Giulio Ciccone            | Tadej Pogačar                | Jumbo-Visma            | Thibaut Pinot          |
| 21                 | Jordi Meeus        | Jonas Vingegaard   | Jasper Philipsen      | Giulio Ciccone            | Tadej Pogačar                | Jumbo-Visma            | Non décerné            |
| Classements finals | Classements finals | Jonas Vingegaard   | Jasper Philipsen      | Giulio Ciccone            | Tadej Pogačar                | Jumbo-Visma            | Victor Campenaerts     |

### Classements finals

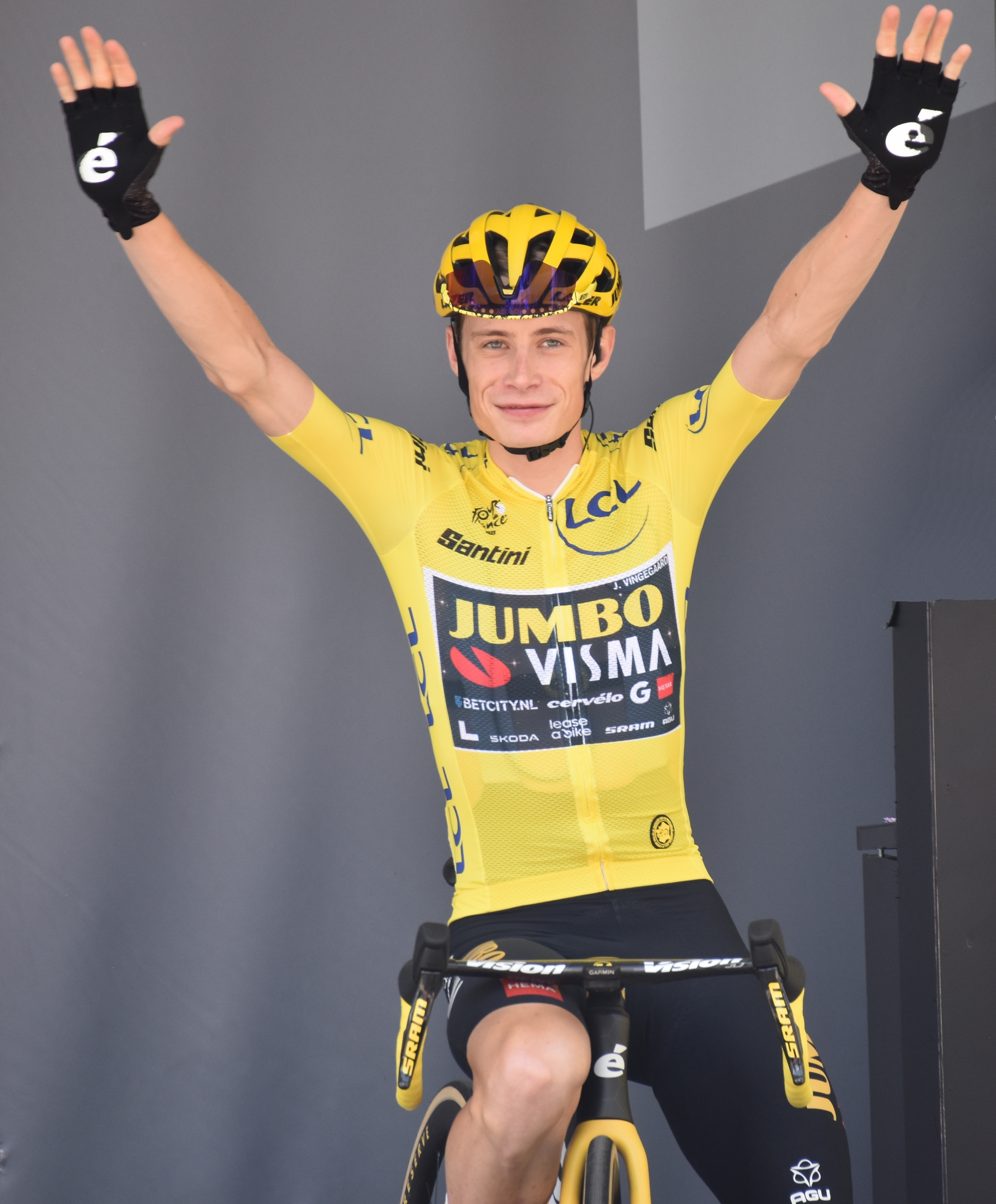
Jonas Vingegaard Maillot jaune.
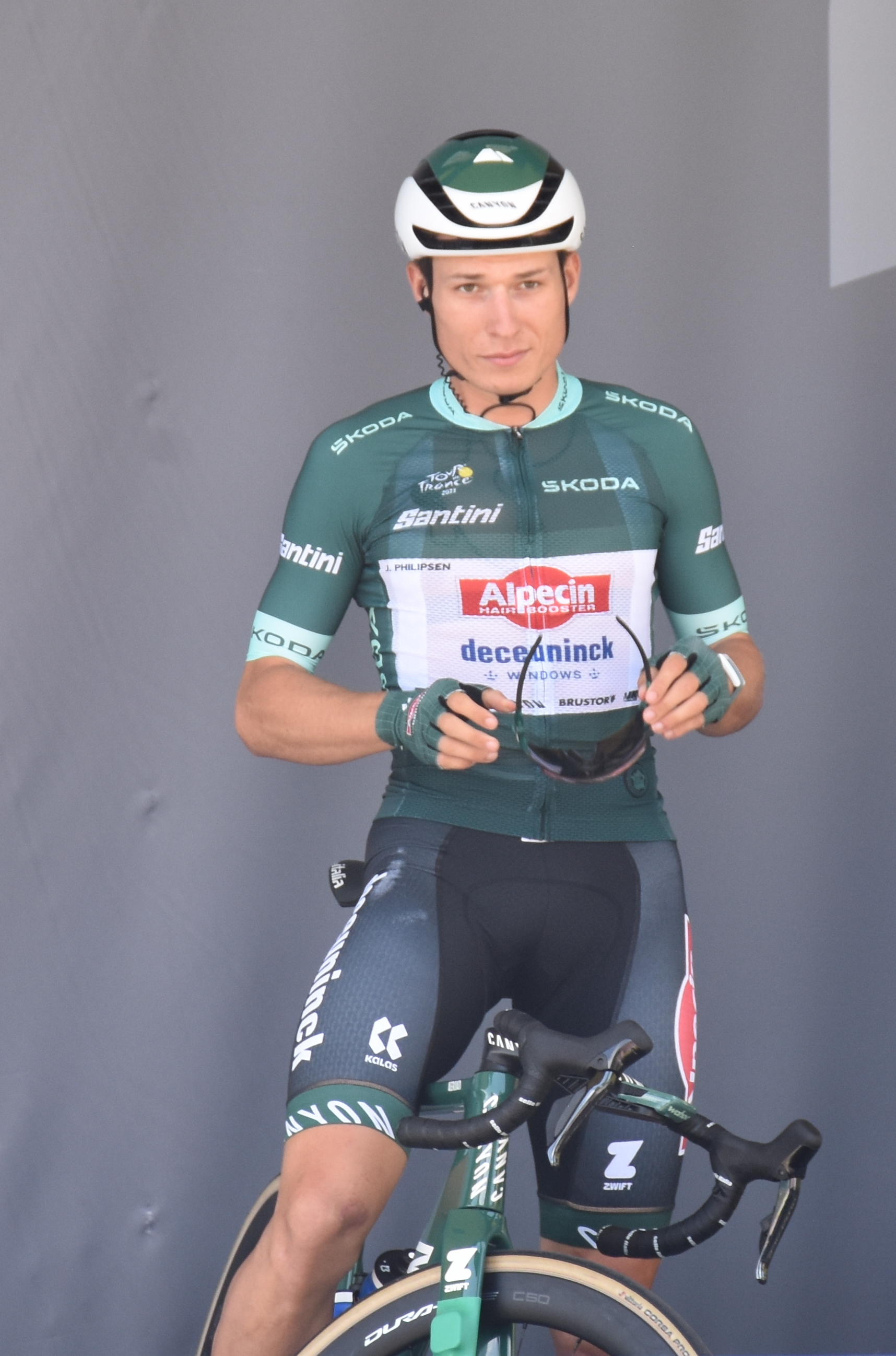
Jasper Philipsen Maillot vert.
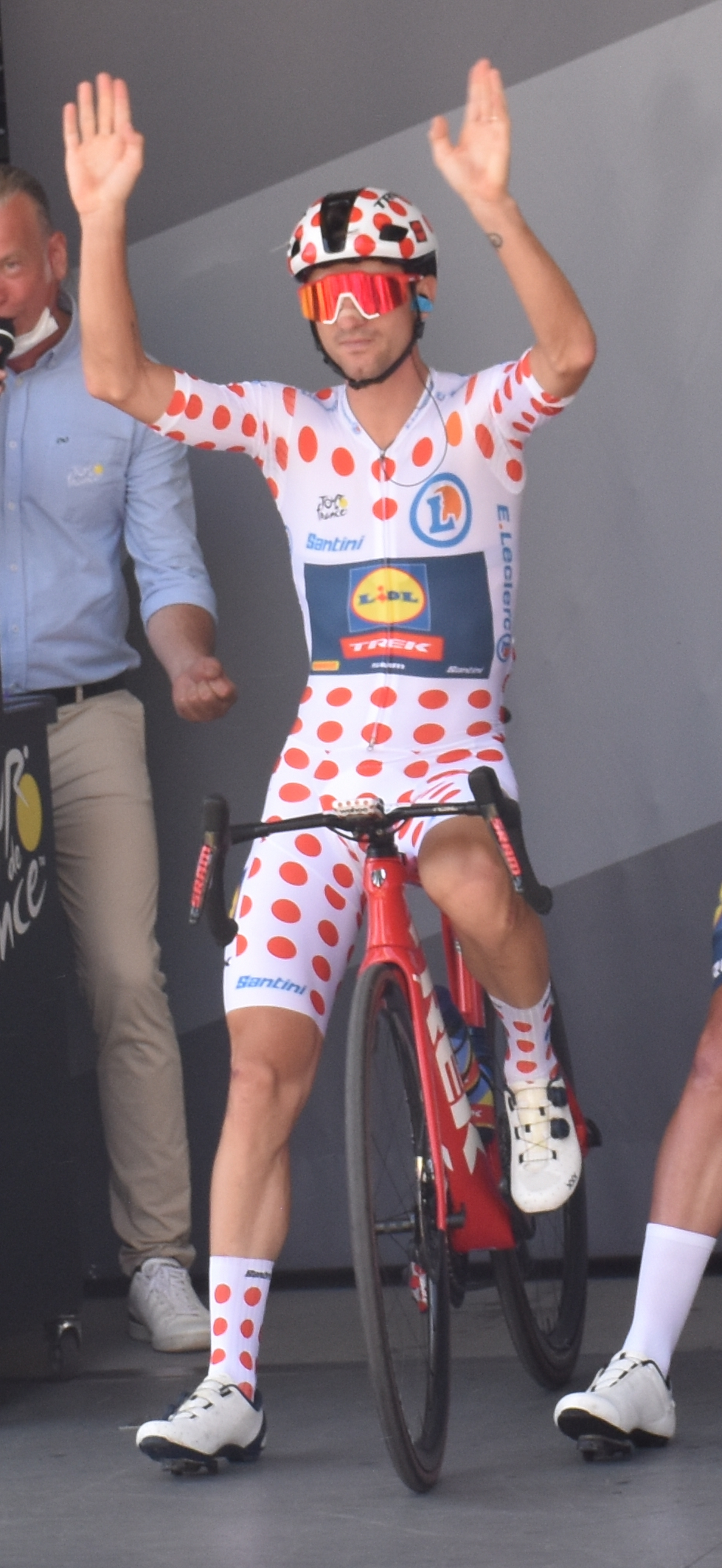
Giulio Ciccone Meilleur grimpeur.
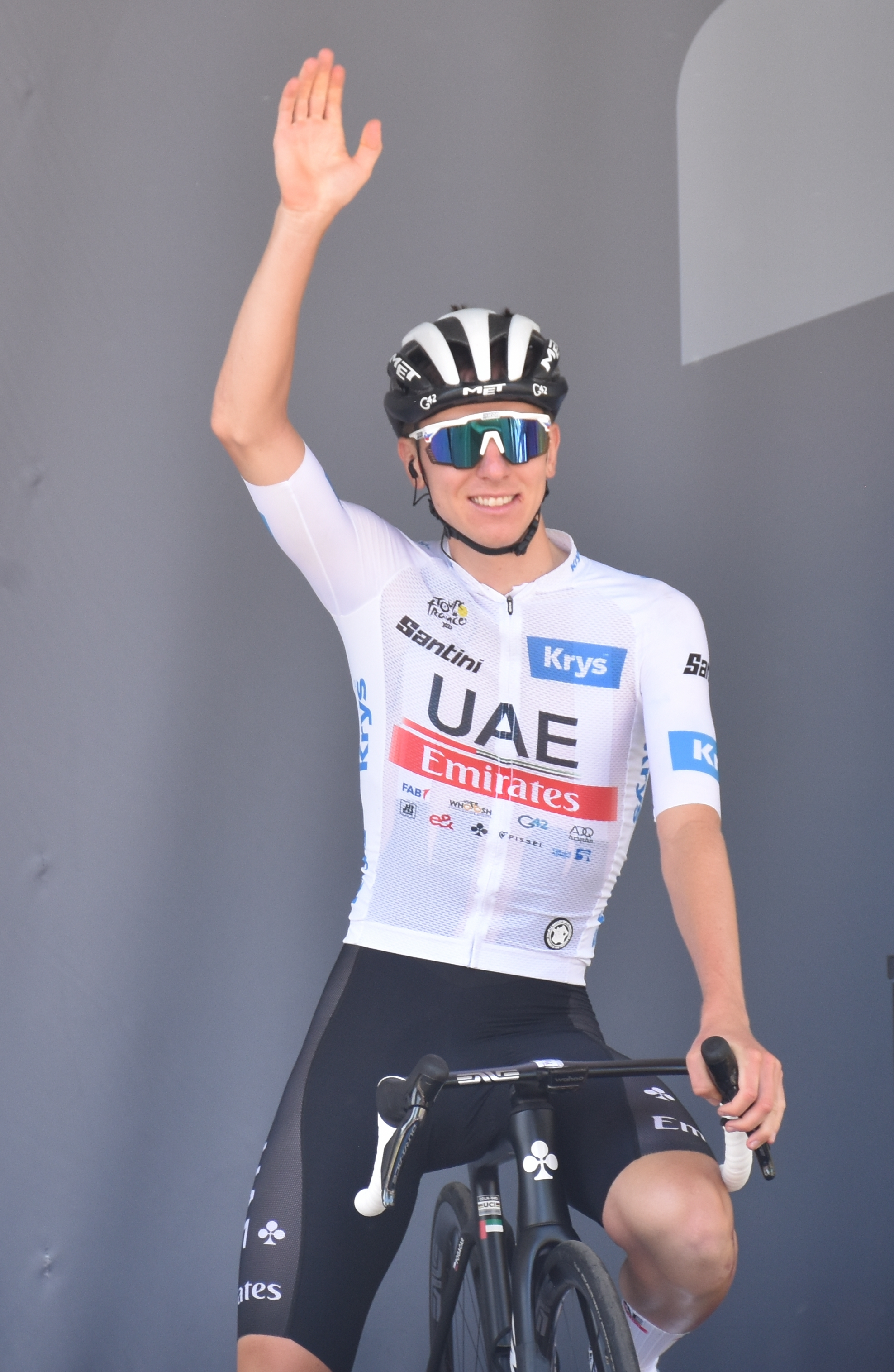
Tadej Pogačar Meilleur jeune.
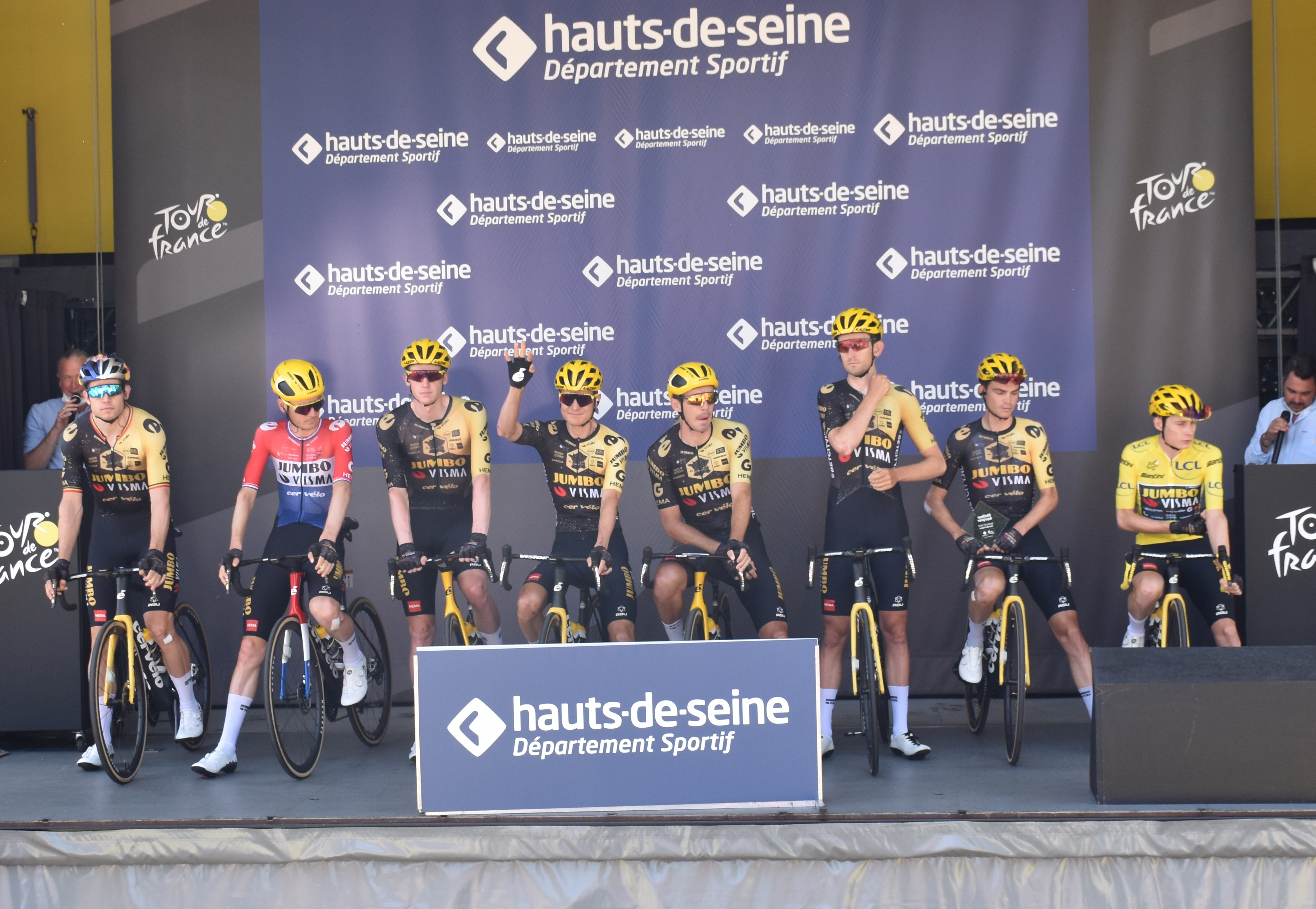
Team Jumbo-Visma Meilleure équipe.
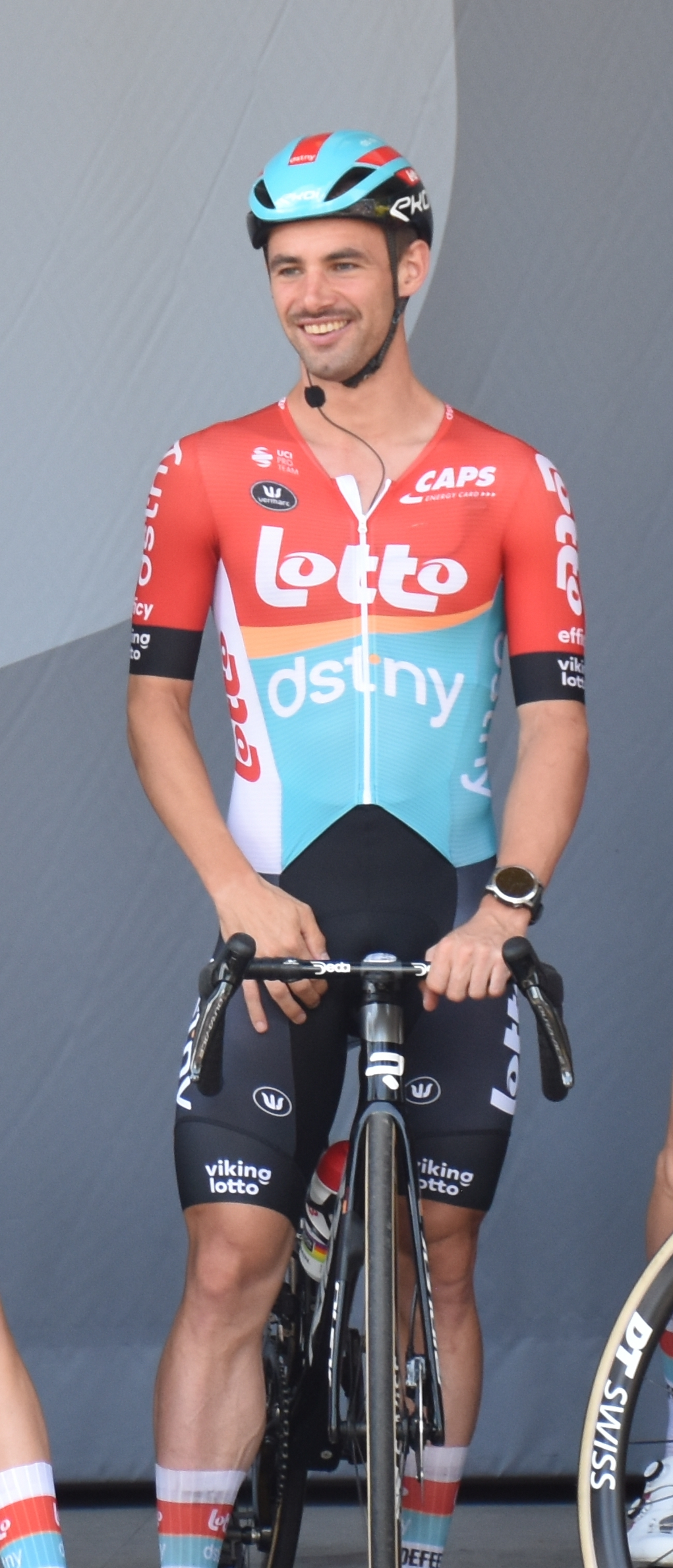
Victor Campenaerts Super-combatif.

### Classement mondial
Ce Tour de France attribue des points pour le classement mondial UCI 2023, individuel, par équipes et par nations, avec le barème suivant :
| Position                   | 1er  | 2e   | 3e  | 4e  | 5e  | 6e  | 7e  | 8e  | 9e  | 10e | 11e | 12e | 13e | 14e | 15e | 16e | 17e | 18e | 19e | 20e | 21e à 25e | 26e à 30e | 31e à 40e | 41e à 50e | 51e à 55e | 56e à 60e |
| -------------------------- | ---- | ---- | --- | --- | --- | --- | --- | --- | --- | --- | --- | --- | --- | --- | --- | --- | --- | --- | --- | --- | --------- | --------- | --------- | --------- | --------- | --------- |
| Classement général         | 1300 | 1040 | 880 | 750 | 620 | 520 | 425 | 360 | 295 | 230 | 190 | 165 | 140 | 110 | 100 | 90  | 85  | 80  | 70  | 60  | 50        | 40        | 35        | 24        | 20        | 15        |
| Classement d'étape         | 210  | 150  | 110 | 90  | 70  | 55  | 45  | 40  | 35  | 30  | 25  | 20  | 15  | 10  | 5   |     |     |     |     |     |           |           |           |           |           |           |
| Classements finals annexes | 210  | 150  | 110 |     |     |     |     |     |     |     |     |     |     |     |     |     |     |     |     |     |           |           |           |           |           |           |
| Leader par étape           | 25   |      |     |     |     |     |     |     |     |     |     |     |     |     |     |     |     |     |     |     |           |           |           |           |           |           |

#### Points gagnés à l'issue de la course
| Rang | Coureur          | Équipe             | Général | Étape | Leader | Annexe | Total |
| ---- | ---------------- | ------------------ | ------- | ----- | ------ | ------ | ----- |
| 1er  | Jonas Vingegaard | Jumbo-Visma        | 1300    | 875   | 375    | 110    | 2660  |
| 2e   | Tadej Pogačar    | UAE Team Emirates  | 1040    | 1195  |        |        | 2235  |
| 3e   | Jasper Philipsen | Alpecin-Deceuninck |         | 1320  |        | 210    | 1530  |
| 4e   | Adam Yates       | UAE Emirates       | 880     | 520   | 100    |        | 1500  |
| 5e   | Simon Yates      | Jayco-AlUla        | 750     | 60p   |        |        | 1350  |
| 6e   | Pello Bilbao     | Bahrain Victorious | 520     | 560   |        |        | 1080  |
| 7e   | Felix Gall       | AG2R Citroën       | 360     | 545   |        | 150    | 1055  |
| 8e   | Jai Hindley      | Bora-Hansgrohe     | 425     | 500   | 25     |        | 950   |
| 9e   | Mads Pedersen    | Lidl-Trek          |         | 640   |        | 150    | 790   |
| 10e  | David Gaudu      | Groupama-FDJ       | 295     | 225   |        |        | 620   |
| 11e  | Bryan Coquard    | Cofidis            |         | 390   |        | 110    | 500   |

### Gains par équipes
Les gains cumulés par équipes lors du Tour de France 2023 sont répertoriés dans le tableau ci-dessous.
| Rang | Équipe                   | Pays                | Gains     | Meilleur classement général | Victoire(s) d'étape | Maillot jaune (jours) | Classements annexes          |
| ---- | ------------------------ | ------------------- | --------- | --------------------------- | ------------------- | --------------------- | ---------------------------- |
| 1er  | Jumbo-Visma              | Pays-Bas            | 663 280 € | 1er                         | 1                   | 16                    | Classement par équipe        |
| 2e   | UAE Team Emirates        | Émirats arabes unis | 455 560 € | 2e                          | 3                   | 4                     | Classement du meilleur jeune |
| 3e   | Ineos Grenadiers         | Grande-Bretagne     | 132 910 € | 5e                          | 2                   |                       |                              |
| 4e   | Bahrain Victorious       | Bahreïn             | 120 310 € | 6e                          | 3                   |                       |                              |
| 5e   | Jayco AlUla              | Australie           | 113 650 € | 4e                          |                     |                       |                              |
| 6e   | Alpecin-Deceuninck       | Belgique            | 106 470 € | 57e                         | 4                   |                       | Classement par points        |
| 7e   | Lidl-Trek                | Belgique            | 99 080 €  | 29e                         | 1                   |                       | Classement de la montagne    |
| 8e   | AG2R Citroën             | France              | 75 180 €  | 8e                          | 1                   |                       |                              |
| 9e   | Bora-Hansgrohe           | Allemagne           | 58 200 €  | 7e                          | 2                   | 1                     |                              |
| 10e  | Cofidis                  | France              | 54 460 €  | 10e                         | 2                   |                       |                              |
| 11e  | Lotto Dstny              | Belgique            | 43 200 €  | 59e                         |                     |                       | Super combatif               |
| 12e  | Uno-X Pro Cycling Team   | Norvège             | 42 120 €  | 30e                         |                     |                       |                              |
| 13e  | Groupama-FDJ             | France              | 39 320 €  | 9e                          |                     |                       |                              |
| 14e  | Soudal Quick-Step        | Belgique            | 37 900 €  | 33e                         | 1                   |                       |                              |
| 15e  | Israel-Premier Tech      | Israël              | 37 890 €  | 35e                         | 1                   |                       |                              |
| 16e  | TotalEnergies            | France              | 36 300 €  | 31e                         |                     |                       |                              |
| 17e  | Arkéa-Samsic             | France              | 30 580 €  | 22e                         |                     |                       |                              |
| 18e  | EF Education-EasyPost    | États-Unis          | 27 930 €  | 66e                         |                     |                       |                              |
| 19e  | Intermarché-Circus-Wanty | Belgique            | 26 460 €  | 47e                         |                     |                       |                              |
| 20e  | Astana Qazaqstan         | Kazakhstan          | 21 780 €  | 34e                         |                     |                       |                              |
| 21e  | Movistar                 | Espagne             | 18 240 €  | 37e                         |                     |                       |                              |
| 22e  | Team dsm-firmenich       | Pays-Bas            | 12 180 €  | 46e                         |                     |                       |                              |

## Documentaires
- 2024 : Tour de France : Au cœur du peloton (saison 2)

## Aspects extra-sportifs

RTVE (2010)

Les protocoles sanitaires contre la covid-19 sont maintenus afin d'éviter la même situation que le Giro trois mois plus tôt, où plusieurs leaders doivent renoncer à cause d'un test positif.

### Médiatisation de l'épreuve
- France TV Sport - France
- Eurosport France - France
- Eurosport - Europe
- Discovery+ - Royaume-Uni - Italie - Pays-Bas - Allemagne - Scandinavie
- ARD - Allemagne
- RTBF - Belgique
- VRT - Belgique
- DKTV2 - Danemark
- RTVE - Espagne
- Rai Sport - Italie
- TG4 - Irlande
- RTL - Luxembourg
- TV2 - Norvège
- NOS - Pays-Bas
- S4C - Pays de Galles
- RTP - Portugal
- Česká televize - République Tchèque
- ITV - Royaume-Uni
- EiTB - Pays Basque
- RTVS - Slovaquie
- RTV SLO - Slovénie
- SRG SSR - Suisse
- ESPN International - Amérique latine et Caraïbes
- Claro Sports -  Amérique Latine
- DirecTV - Amérique Latine
- TCS - Salvador
- CaracolTV - Colombie
- FloBikes - Canada
- NBC Sports - États-Unis
- Teleamazonas - Équateur
- Supersport - Afrique subsaharienne
- Global Cycling Network - Asie du Sud Est
- Eurosport - Asie du Sud Est
- BeIn Sports - Moyen-Orient et Afrique du Nord
- CCTV - Chine
- Zhibo TV - Chine
- J Sports - Japon
- Sky Sport - Nouvelle-Zélande
- SBS - Australie
- TV5 Monde - États-Unis - Afrique - Moyen-Orient - Amérique du Sud

### Partenaires
- Les partenaires majeurs du Tour 2023 sont inchangés, à savoir LCL, Skoda, E.Leclerc, Krys et Continental, respectivement du maillot jaune, vert, à pois, blanc et des vainqueurs d'étape. Le maillot vert change légèrement de couleur, basculant au vert foncé, à la demande du sponsor[23].
- Les deux diffuseurs officiels sont France TV Sport et le réseau Eurovision.
- Parmi les partenaires officiels, on retrouve Vittel, Orange, le partenaire du prix de la combativité Century 21, le chronométreur officiel Tissot, NTT, AG2R La Mondiale, Shimano, celui du classement par équipes Namedsport, Santini, le département Hauts-de-Seine, Strava, lastminute.com et Rexel.
- Les fournisseurs officiels sont Cochonou, Le Gaulois, Bostik, Senseo, Logis de France, Banane de Guadeloupe & Martinique, Sodexo, Adecco, FDJ, Domitys, Yamaha, Puget, AkzoNobel, Lesieur, Jules, Tourtel Twist, Waze. Orangina et TikTok rejoignent la liste.
- Haribo et X-TRA sont encore les supporters officiels du Tour.
- Doublet, XPO Logistics, Gruau, DNP, Norauto représentent les partenaires techniques.
- Les trois partenaires média officiels sont Le Parisien, France Info et France Bleu.
- Le Journal de Mickey est le fournisseur média officiel.
- Berria, El Correo, Gara, EITB et NTM sont les supporters média officiels.
- Pas de changement pour les partenaires institutionnels : Les Départements de France, l'Association des maires de France, le Ministère de l'Intérieur et Ecosystem.